# Gradi e qualifiche dell'Esercito Italiano

## Tabella riassuntiva dei gradi dell'Esercito Italiano
I gradi sono rappresentati apposti sulle controspalline della divisa ordinaria invernale. Il colore della divisa è il cachi.
|                            |                        |                                |                   |                       |          |
| sergente maggiore aiutante | sergente maggiore capo | sergente maggiore (aviotruppe) | sergente maggiore | sergente (aviotruppe) | sergente |

|                   |                |               |                 |          |
| graduato aiutante | primo graduato | graduato capo | graduato scelto | graduato |

|                               |                  |                       |          |
| caporal maggiore (aviotruppe) | caporal maggiore | caporale (aviotruppe) | caporale |

|         |
| soldato |

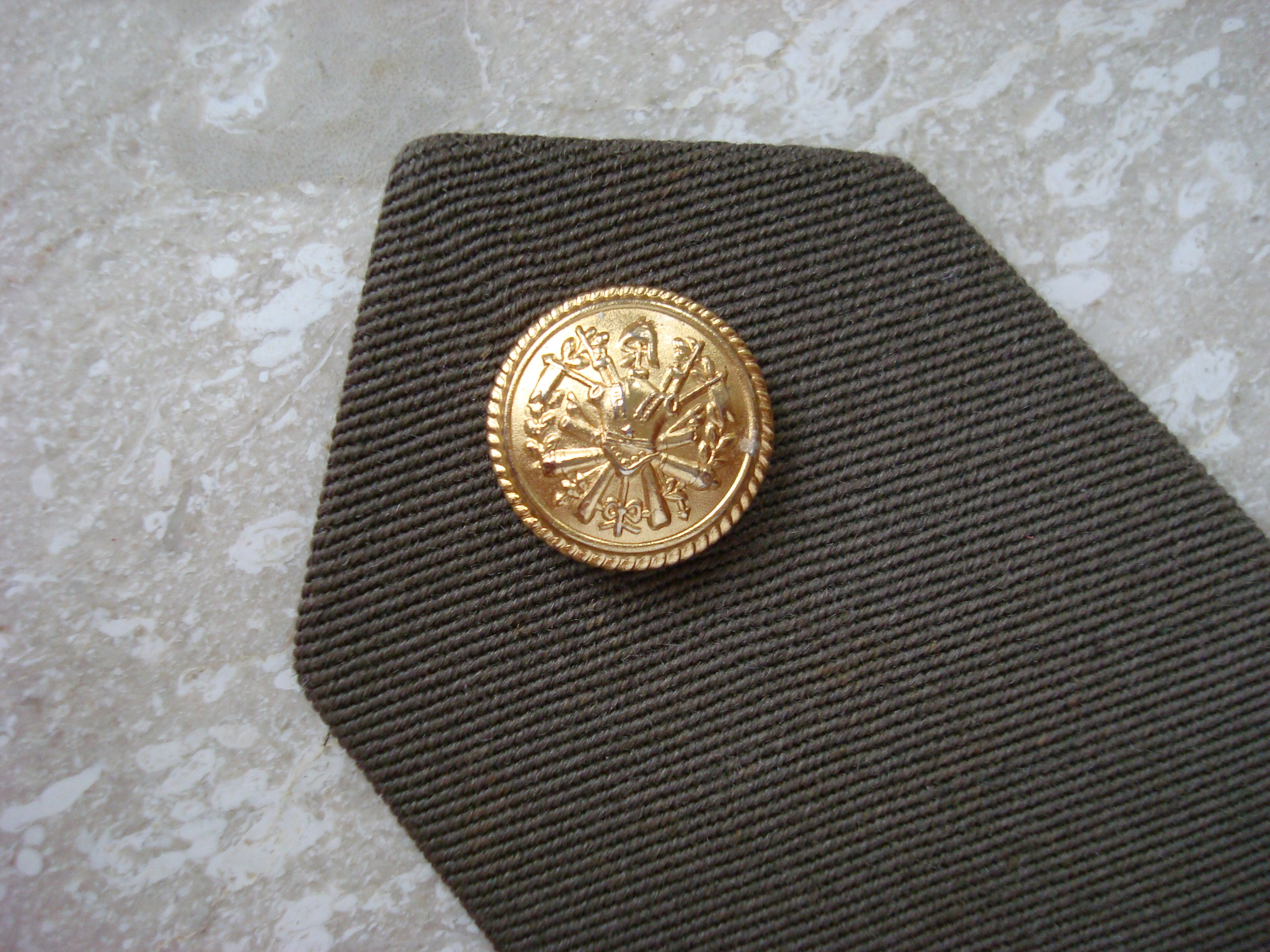
Particolare del bottone a pressione

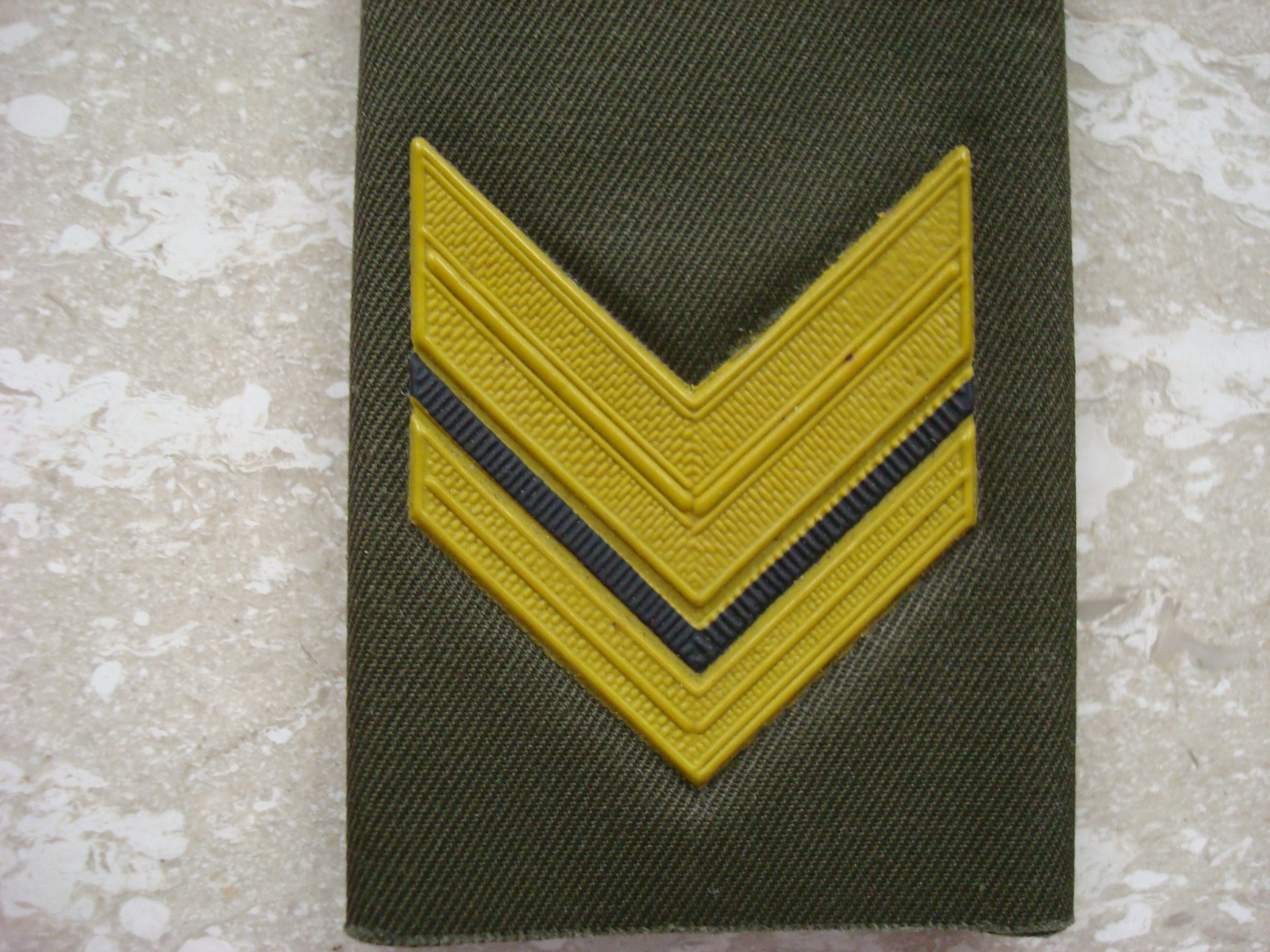
Tubolare con distintivo di sergente

I militari dell'Esercito italiano sono organizzati su quattro categorie:
- Categoria degli ufficiali: suddivisi in ufficiali generali, ufficiali superiori e ufficiali inferiori;
- Categoria dei sottufficiali: suddivisa in due ruoli aventi progressione di carriera separata: ruolo dei marescialli e ruolo dei sergenti;
- Categoria dei graduati: che comprende il solo ruolo dei volontari in servizio permanente (VSP);
- Categoria dei militari di truppa: che comprende i ruoli dei volontari in ferma prefissata di un anno (VFP1), i volontari in ferma prefissata quadriennale (VFP4), i volontari in ferma prefissata triennale (VFT), i volontari in ferma prefissata iniziale (VFI), i militari di leva e gli allievi delle scuole militari, gli allievi delle accademie e gli allievi marescialli in ferma.

Gli allievi sono equiparati al militare senza grado, ovvero alla condizione di soldato. 
I militari di leva, ovvero il personale arruolato per svolgere il servizio obbligatorio, poteva avanzare di grado fino a quello di caporal maggiore; attualmente il servizio di leva in Italia è sospeso ma ripristinabile in caso di guerra, grave crisi internazionale o carenza di reclutamento volontario così come disposto dall'articolo 1929 e dal libro VIII del decreto legislativo nº 66 del 15 marzo 2010 (codice dell'ordinamento militare).
I volontari in ferma prefissata di un anno (VFP1) ed i volontari in ferma prefissata quadriennale (VFP4) sono due ruoli di prevista progressiva soppressione, ai sensi della legge 5 agosto 2022 n.119; gli ultimi reclutamenti dei VFP1 si concluderanno entro l'anno 2022, mentre i reclutamenti dei VFP4 si concluderanno entro l'anno 2024.
I volontari in ferma prefissata triennale (VFT) ed i volontari in ferma prefissata iniziale (VFI) sono due ruoli istituiti con la legge 5 agosto 2022 n.119, e sostituiranno progressivamente i VFP1 e i VFP4.
Il personale volontario che viene incorporato, nei ruoli iniziali dell'Esercito italiano, ha attualmente due sistemi progressioni di carriera:
- ingresso in qualità di VFP1 (ferma di un anno), concorso per VFP4 (ferma di quattro anni) e concorso per il transito nel servizio permanente in qualità di VSP;
- ingresso in qualità di VFI (ferma triennale), concorso per VFT (ferma triennale) e concorso per il transito nel servizio permanente in qualità di VSP.

Il grado di caporale si ottiene all'immissione nel ruolo dei VFP4 o dei VFT, mentre quello di caporal maggiore dopo almeno 18 mesi dalla predetta immissione in ruolo.
I distintivi di grado di caporale e caporal maggiore hanno galloni neri separati da un filetto azzurro, mentre per le aviotruppe è previsto un distintivo di grado sottopannato di azzurro (la peculiarità distintiva è relativa alla specialità ma non comporta priorità rispetto ai gradi equipollenti).
L'accesso ai ruoli di VFP1 e VFI avviene per concorso pubblico per titoli, mentre l'accesso ai ruoli di VFP4 e VFT avviene per concorso interno per titoli ed esami riservato ai soli VFP1 e VFI in servizio o in congedo.
Alla categoria dei graduati, ovvero il ruolo dei volontari in servizio permanente (VSP), si accede tramite concorso interno per titoli ed esami riservato ai soli VFP4 e VFT, ovvero si tratta del naturale prosieguo di carriera.
Per quanto riguarda il Ruolo marescialli, la denominazione "Maresciallo", durante la 2ª guerra mondiale, fino al 1946, indicava oltre i sottufficiali anche i più alti gradi dell'Esercito, ovvero Primo maresciallo dell'Impero, grado istituito nel 1938 alla proclamazione dell'Impero e riservato al Re e al Duce, e Maresciallo d'Italia, creato invece nel primo dopoguerra e assegnato a quei generali che si erano distinti nella prima guerra mondiale, e durante il ventennio fascista coloro distintesi, per capacità di comando e strategiche, come ad esempio Rodolfo Graziani in Africa e Giovanni Messe con l'ARMIR in Russia. Tale grado era formato da quattro stellette, come il grado di Generale, ma poste in linea come gli altri gradi. Dopo la fine della monarchia e l'instaurazione del regime repubblicano tale grado fu abolito e quale apice della gerarchia rimase, per molti anni fino ai 2000, il grado di Generale di corpo d'armata con incarichi speciali (Gen. C.A. i.s.), qualifica assegnata sia al Capo di stato maggiore della difesa che al capo di stato maggiore dell'Esercito. Tra i sottufficiali, invece, "Maresciallo" indicava i sottufficiali che affiancavano i comandanti delle unità "basiche": di compagnia, treccia rovesciata singola, di battaglione, due trecce, e di reggimento, tripla treccia.
Nel 1916 fu introdotto il grado di aiutante di battaglia, ottenibile da chiunque, a prescindere dal grado, per meriti eccezionali durante lo stato di guerra; il distintivo di qualifica era formato da una triplice treccia sormontata da un occhiello, simile a quello dei gradi degli ufficiali dopo la Riforma Baistrocchi. Il grado di aiutante di battaglia, dopo la Guerra 40-45 perse in pratica il significato originale; con la riforma dei gradi attuata a seguito dell'abolizione della leva e la trasformazione delle Forze Armate da coscrizionali in professionali, ha perso valenza ed attualmente è privo di insegna di grado, benché ancora previsto dall'articolo 1328 del decreto legislativo nº 66 del 15 marzo 2010 (codice dell'ordinamento militare). Il grado somigliava a quello che ora è utilizzato per il grado di luogotenente (ma era completamente sottopannato in rosso), mantenendo il disegno che aveva assunto nel 1934: tre bande di 1º maresciallo sormontate da una stella, anch'essa bordata di rosso.
Su alcuni indumenti, come ad esempio camicie, maglioni, soprabito ed impermeabile, il distintivo di grado viene posto su una fascetta tubolare che si infila sulla controspallina.
Sulle uniformi da combattimento mimetiche si adotta un distintivo pettorale in plastica e velcro a bassa visibilità, tutte le forme sono di colore nero su sfondo verde.

## Uniformi da cerimonia
Per quanto riguarda le uniformi da cerimonia degli Ufficiali vengono adottati i distintivi di grado in uso dagli anni '30 sul paramano. Successivamente l'uso delle uniformi da cerimonia è stato esteso ai marescialli, sergenti e graduati, che portano il distintivo sempre sul paramano.

## Allievi
Gli allievi indossano sopra la sigla che li distingue, l'anno di corso in numeri romani. Gli allievi sono equipollenti al grado di Soldato.
|  | allievo sergente                      |
|  | allievo maresciallo                   |
|  | allievo ufficiale                     |
|  | allievo ufficiale in ferma prefissata |

### Allievi ufficiali e allievi marescialli qualificati
Si tratta di qualifiche ad uso interno previste per gli allievi ufficiali e marescialli che possono essere conferiti a partire dal secondo anno di corso.

Gli stessi gradi sono portati anche sull'uniforme storica, sotto forma di galloni dorati a "V rovesciata", cuciti sopra i paramani.
|  | allievo ufficiale istruttore                |
|  | allievo ufficiale scelto                    |
|  | allievo ufficiale capo scelto               |
|  | allievo ufficiale capo scelto di reggimento |

#### Scuole militari dell'Esercito
Gli allievi delle scuole militari indossano, sopra la sigla che li distingue, l'anno di corso in numeri arabi.
|  | allievo della scuola militare "Nunziatella" |
|  | allievo della scuola militare "Teulié"      |

## Gradi speciali

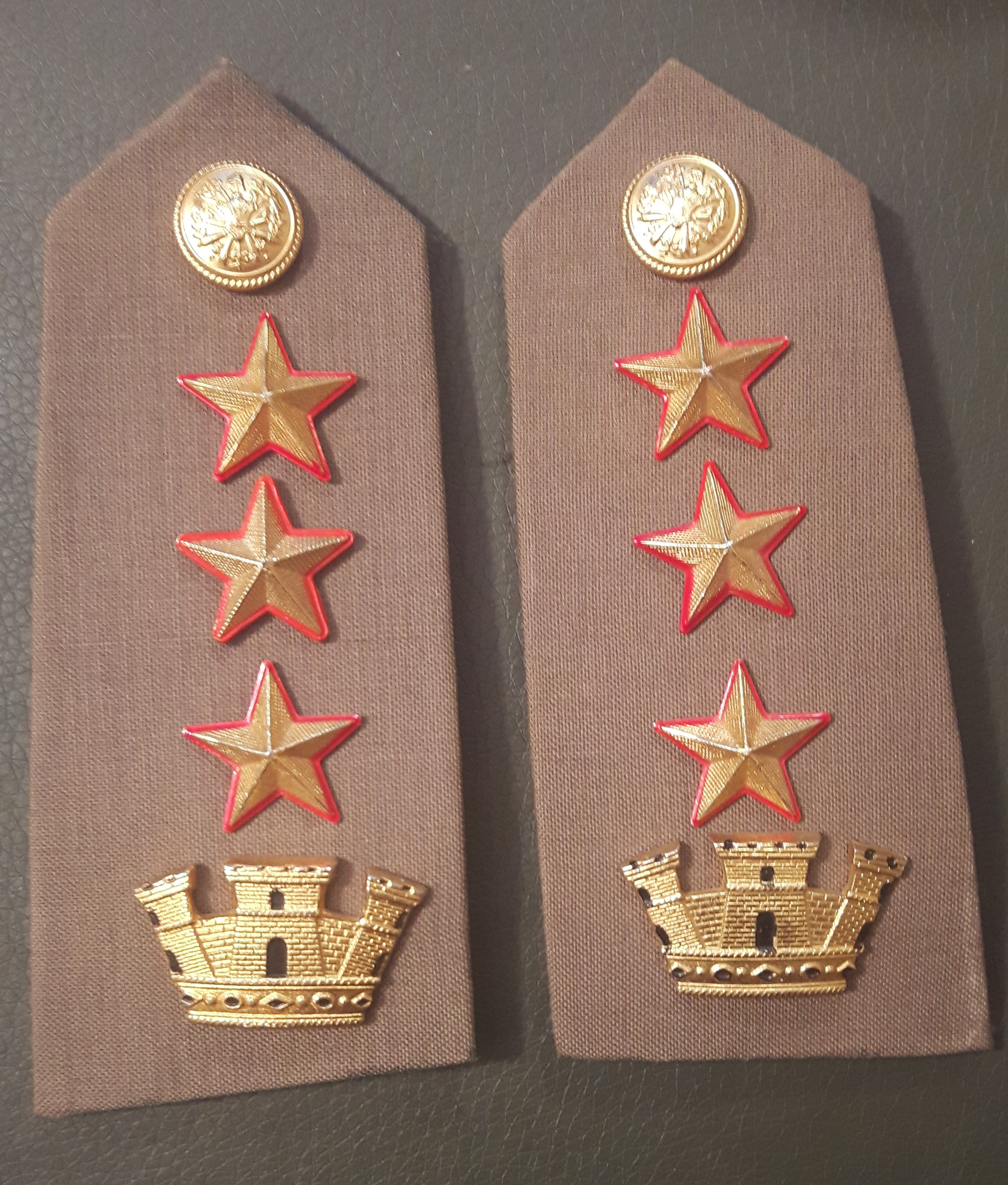
Spalline militari per il grado di Colonnello comandante di Corpo (stelle bordate di rosso)

Gli ufficiali comandanti di reparto o che ricoprano posizioni superiori adottano distintivi di grado speciali:
|  | tenente comandante di compagnia in sede vacante (stella superiore in bronzo bordata d'argento)                           | L'uso delle insegne di grado, con l'aggiunta della stella brunita, è stato abolito dal 23 dicembre 2008 e rimane in vigore per i soli ufficiali inferiori.                                           |
|  | capitano con funzioni/incarichi del grado di maggiore (stella superiore in bronzo bordata d'argento)                     | La stella brunita si utilizza in sostituzione della stella bordata in rosso, al fine di non confondere l'insegna con quella dei maggiori comandanti di Corpo.                                        |
|  | maggiore comandante di Corpo (stella bordata di rosso)                                                                   | Esempio comandanti di Battaglione autonomo, Reparto comando e supporti tattici ed enti affini. Il fregio di specialità, del berretto dei comandanti di Corpo, è sottopannato in rosso (detto robbio) |
|  | maggiore con funzioni/incarichi del grado di tenente colonnello (stella superiore bordata di rosso)                      | |
|  | tenente colonnello comandante di Corpo (stelle bordate di rosso)                                                         | Esempio comandanti di Battaglione autonomo, Reparto comando e supporti tattici ed enti affini. Il fregio di specialità, del berretto dei comandanti di Corpo, è sottopannato in rosso (detto robbio) |
|  | tenente colonnello con funzioni/incarichi del grado di colonnello (stella superiore bordata di rosso)                    | |
|  | colonnello comandante di Corpo (stelle bordate di rosso)                                                                 | Esempio comandanti di Reggimento, Reggimento supporto tattico e logistico ed enti affini Il fregio di specialità, del berretto dei comandanti di Corpo, è sottopannato in rosso (detto robbio)       |
|  | colonnello con funzioni/incarichi del grado di generale di brigata (stella in argento bordata di rosso)                  | |
|  | generale di brigata con funzioni/incarichi del grado di generale di divisione (stella superiore bordata di rosso)        | |
|  | generale di divisione con funzioni/incarichi del grado di generale di corpo d'armata (stella superiore bordata di rosso) | |

Gli ufficiali che svolgono funzioni per le quali è previsto un grado più alto, indossano i distintivi del grado superiore con una stelletta con contorno rosso.

## Storia
Gli ufficiali dell'Esercito Italiano indossano sulle uniformi da cerimonia i distintivi di grado sulle maniche al di sopra del paramano. Dal 1945, i distintivi del Regio Esercito furono spostati sulle controspalline per facilitarne la lettura durante la cobelligeranza, a similitudine di quelli utilizzati negli anni precedenti alla prima guerra mondiale. Gli ufficiali generali indossavano una controspallina in panno argento, gli ufficiali superiori una controspallina in panno verde con una bordatura dorata. Nel 1973 venne introdotta una riforma dei distintivi di grado: ai generali venne aggiunta una greca, agli ufficiali superiori si aggiunse una corona turrita e, come per tutti i gradi degli ufficiali, le stellette vennero allineate a partire dal bordo della spallina, mentre in precedenza erano centrate. I cambiamenti vennero introdotti principalmente per rendere più riconoscibili le insegne di grado anche sulle uniformi da campo e su quelle da combattimento.
Dal 1997 al 2004 tutti i gradi dei generali dell'Esercito italiano sono stati uniformati in brigadiere generale, maggiore generale e tenente generale, successivamente ritornati in uso solo per i Corpi tecnico-logistici.
I gradi dei generali provenienti dai corpi tecnico-logistici (e gli equivalenti della Marina Militare e dell'Aeronautica Militare) sono:
- brigadiere generale (equivalente al generale di brigata);
- maggiore generale (equivalente al generale di divisione);
- tenente generale (equivalente al generale di corpo d'armata).

## Equiparazione
La tabella seguente riporta l'equiparazione tra i gradi delle forze armate e le qualifiche delle forze di polizia ad ordinamento militare, civile, soccorso pubblico e difesa civile come stabilito dall'art. 632 del decreto legislativo 15 marzo 2010, n. 66, ovvero "Codice dell'ordinamento militare", entrato in vigore il 9 ottobre 2010.
 Il recente decreto legislativo 29 maggio 2017, n. 94 ha modificato il predetto articolo 632 tenendo conto di alcune recenti modifiche ordinamentali intervenute dopo il 2010, con particolare riferimento all'introduzione del nuovo grado direttivo di "Vicequestore" della Polizia di Stato.

Tabella aggiornata con le qualifiche della Polizia Locale Regione Lombardia come da Regolamento Regionale 22 marzo 2019 , n. 5

Le cariche militari, inoltre, sono inquadrate anche nell'ambito dell'ordine delle cariche della Repubblica Italiana.
| Comparazione gerarchica tra i gradi delle Forze armate, le qualifiche delle Forze di polizia italiane e della Polizia Locale |                                                                                        |                                                                                  |                                                                                          |                                                |                                                |                                                                  |                                                                         |                                        |                                               |                                           |                                                                         |
| Ruoli | Esercito                                                                               | Marina Militare                                                                  | Aeronautica Militare                                                                     | Carabinieri                                    | Guardia di Finanza                             | Polizia di Stato                                                 | Polizia penitenziaria                                                   | Corpo forestale dello Stato (dismesso) | Corpo nazionale dei vigili del fuoco          | Polizie Locali Regione Lombardia          | Ruoli                                                                   |
| ufficiali generali | generale - ammiraglio (capo di stato maggiore della difesa)                            | generale - ammiraglio (capo di stato maggiore della difesa)                      | generale - ammiraglio (capo di stato maggiore della difesa)                              | -                                              | -                                              | capo della polizia - direttore generale della pubblica sicurezza | capo del dipartimento dell'amministrazione penitenziaria capo del corpo | -                                      | -                                             | -                                         | dirigenti - funzionari dirigenti                                        |
| ufficiali generali | generale di corpo d'armata con incarichi speciali capo di stato maggiore dell'esercito | ammiraglio di squadra con incarichi speciali capo di stato maggiore della marina | generale di squadra aerea con incarichi speciali capo di stato maggiore dell'aeronautica | generale di corpo d'armata comandante generale | generale di corpo d'armata comandante generale | capo della polizia - direttore generale della pubblica sicurezza | capo del dipartimento dell'amministrazione penitenziaria capo del corpo | -                                      | -                                             | -                                         | dirigenti - funzionari dirigenti                                        |
| ufficiali generali | generale di corpo d'armata / tenente generale                                          | ammiraglio di squadra / ammiraglio ispettore capo                                | generale di squadra aerea / generale ispettore capo                                      | generale di corpo d'armata                     | generale di corpo d'armata                     | Prefetto                                                         | Direttore dell'Istituto                                                 | dirigente generale capo del corpo      | dirigente generale capo del corpo             | --                                        | dirigenti - funzionari dirigenti                                        |
| ufficiali generali | generale di divisione / maggior generale                                               | ammiraglio di divisione / ammiraglio ispettore                                   | generale di divisione aerea / generale ispettore                                         | generale di divisione                          | generale di divisione                          | dirigente generale di pubblica sicurezza                         | dirigente generale                                                      | dirigente generale                     | dirigente generale                            | --                                        | dirigenti - funzionari dirigenti                                        |
| ufficiali generali | generale di brigata / brigadier generale                                               | contrammiraglio                                                                  | generale di brigata aerea / brigadier generale                                           | generale di brigata                            | generale di brigata                            | dirigente superiore                                              | dirigente superiore                                                     | dirigente superiore                    | dirigente superiore                           | dirigente generale                        | dirigenti - funzionari dirigenti                                        |
| ufficiali superiori | colonnello                                                                             | capitano di vascello                                                             | colonnello                                                                               | colonnello                                     | colonnello                                     | primo dirigente                                                  | primo dirigente                                                         | primo dirigente                        | primo dirigente                               | dirigente                                 | dirigenti - funzionari dirigenti                                        |
| ufficiali superiori | tenente colonnello                                                                     | capitano di fregata                                                              | tenente colonnello                                                                       | tenente colonnello                             | tenente colonnello                             | vice questore                                                    | dirigente                                                               | vice questore aggiunto forestale       | direttore vice dirigente dei vigili del fuoco | commissario capo coordinatore             | dirigenti - funzionari dirigenti                                        |
| ufficiali superiori | maggiore                                                                               | capitano di corvetta                                                             | maggiore                                                                                 | maggiore                                       | maggiore                                       | vice questore aggiunto                                           | dirigente aggiunto                                                      | vice questore aggiunto forestale       | direttore vice dirigente dei vigili del fuoco | commissario capo                          | dirigenti - funzionari dirigenti                                        |
| ufficiali inferiori | primo capitano                                                                         | primo tenente di vascello                                                        | primo capitano                                                                           | -                                              | -                                              | -                                                                | -                                                                       | -                                      | -                                             | -                                         | funzionari direttivi - commissari                                       |
| ufficiali inferiori | capitano                                                                               | tenente di vascello                                                              | capitano                                                                                 | capitano                                       | capitano                                       | commissario capo                                                 | commissario capo penitenziario                                          | commissario capo forestale             | direttore dei vigili del fuoco                | commissario                               | funzionari direttivi - commissari                                       |
| ufficiali inferiori | tenente                                                                                | sottotenente di vascello                                                         | tenente                                                                                  | tenente                                        | tenente                                        | commissario                                                      | commissario penitenziario                                               | commissario forestale                  | vicedirettore dei vigili del fuoco            | vicecommissario                           | funzionari direttivi - commissari                                       |
| ufficiali inferiori | sottotenente                                                                           | guardiamarina                                                                    | sottotenente                                                                             | sottotenente                                   | sottotenente                                   | vice commissario                                                 | vice commissario penitenziario                                          | vice commissario forestale             | -                                             | -                                         | funzionari direttivi - commissari                                       |
| marescialli | primo luogotenente                                                                     | primo luogotenente                                                               | primo luogotenente                                                                       | luogotenente carica speciale                   | luogotenente cariche speciali                  | sostituto commissario coordinatore                               | sostituto commissario coordinatore                                      | ispettore superiore scelto             | sostituto direttore antincendi capo           | -                                         | ispettori                                                               |
| marescialli | luogotenente                                                                           | luogotenente                                                                     | luogotenente                                                                             | luogotenente                                   | luogotenente                                   | sostituto commissario                                            | sostituto commissario                                                   | ispettore superiore scelto             | sostituto direttore antincendi capo           | -                                         | ispettori                                                               |
| marescialli | primo maresciallo                                                                      | primo maresciallo                                                                | primo maresciallo                                                                        | maresciallo maggiore                           | maresciallo aiutante                           | ispettore superiore                                              | ispettore superiore                                                     | ispettore superiore                    | sostituto direttore antincendi                | -                                         | ispettori                                                               |
| marescialli | maresciallo capo                                                                       | capo di 1ª classe                                                                | maresciallo di 1ª classe                                                                 | maresciallo capo                               | maresciallo capo                               | ispettore capo                                                   | ispettore capo                                                          | ispettore capo                         | ispettore antincendi esperto                  | -                                         | ispettori                                                               |
| marescialli | maresciallo ordinario                                                                  | capo di 2ª classe                                                                | maresciallo di 2ª classe                                                                 | maresciallo ordinario                          | maresciallo ordinario                          | ispettore                                                        | ispettore                                                               | ispettore                              | ispettore antincendi                          | -                                         | ispettori                                                               |
| marescialli | maresciallo                                                                            | capo di 3ª classe                                                                | maresciallo di 3ª classe                                                                 | maresciallo                                    | maresciallo                                    | vice ispettore                                                   | vice ispettore                                                          | vice ispettore                         | vice ispettore antincendi                     | -                                         | ispettori                                                               |
| sergenti | sergente maggiore aiutante                                                             | 2º capo aiutante                                                                 | sergente maggiore aiutante                                                               | brigadiere capo qualifica speciale             | brigadiere capo qualifica speciale             | sovrintendente capo coordinatore                                 | sovrintendente capo coordinatore                                        | sovrintendente capo                    | caporeparto esperto                           | specialista di vigilanza (ad esaurimento) | sovrintendenti                                                          |
| sergenti | sergente maggiore capo                                                                 | 2º capo scelto                                                                   | sergente maggiore capo                                                                   | brigadiere capo                                | brigadiere capo                                | sovrintendente capo                                              | sovrintendente capo                                                     | sovrintendente capo                    | caporeparto                                   | sovrintendente esperto                    | sovrintendenti                                                          |
| sergenti | sergente maggiore                                                                      | 2º capo                                                                          | sergente maggiore                                                                        | brigadiere                                     | brigadiere                                     | sovrintendente                                                   | sovrintendente                                                          | sovrintendente                         | caposquadra esperto                           | sovrintendente scelto                     | sovrintendenti                                                          |
| sergenti | sergente                                                                               | sergente                                                                         | sergente                                                                                 | vicebrigadiere                                 | vicebrigadiere                                 | vice sovrintendente                                              | vice sovrintendente                                                     | vice sovrintendente                    | caposquadra                                   | sovrintendente                            | sovrintendenti                                                          |
| graduati | graduato aiutante                                                                      | sottocapo aiutante                                                               | graduato aiutante                                                                        | appuntato scelto qualifica speciale            | appuntato scelto qualifica speciale            | assistente capo coordinatore                                     | assistente capo coordinatore                                            | assistente capo                        | vigile coordinatore                           | assistente esperto                        | appuntati e carabinieri - appuntati e finanzieri - assistenti ed agenti |
| graduati | primo graduato                                                                         | sottocapo scelto                                                                 | primo graduato                                                                           | appuntato scelto                               | appuntato scelto                               | assistente capo                                                  | assistente capo                                                         | assistente capo                        | vigile coordinatore                           | assistente scelto                         | appuntati e carabinieri - appuntati e finanzieri - assistenti ed agenti |
| graduati | graduato capo                                                                          | sottocapo di 1ª classe                                                           | primo aviere capo                                                                        | appuntato                                      | appuntato                                      | assistente                                                       | assistente                                                              | assistente                             | vigile esperto                                | assistente                                | appuntati e carabinieri - appuntati e finanzieri - assistenti ed agenti |
| graduati | graduato scelto                                                                        | sottocapo di 2ª classe                                                           | primo aviere scelto                                                                      | carabiniere scelto                             | finanziere scelto                              | agente scelto                                                    | agente scelto                                                           | agente scelto                          | vigile qualificato                            | agente scelto                             | appuntati e carabinieri - appuntati e finanzieri - assistenti ed agenti |
| graduati | graduato                                                                               | sottocapo di 3ª classe                                                           | aviere capo                                                                              | carabiniere                                    | finanziere                                     | agente                                                           | agente                                                                  | agente                                 | vigile del fuoco                              | agente                                    | appuntati e carabinieri - appuntati e finanzieri - assistenti ed agenti |
| militari di truppa (volontari in ferma prefissata, allievi e militari di leva)                                               | caporal maggiore                                                                       | comune scelto                                                                    | primo aviere                                                                             | -                                              | -                                              | -                                                                | -                                                                       | -                                      | -                                             | -                                         | appuntati e carabinieri - appuntati e finanzieri - assistenti ed agenti |
| militari di truppa (volontari in ferma prefissata, allievi e militari di leva)                                               | caporale                                                                               | comune di 1ª classe                                                              | aviere scelto                                                                            | -                                              | -                                              | -                                                                | -                                                                       | -                                      | -                                             | -                                         | appuntati e carabinieri - appuntati e finanzieri - assistenti ed agenti |
| militari di truppa (volontari in ferma prefissata, allievi e militari di leva)                                               | soldato                                                                                | comune di 2ª classe                                                              | aviere                                                                                   | allievo carabiniere                            | allievo finanziere                             | allievo agente                                                   | allievo agente                                                          | allievo agente                         | allievo vigile del fuoco                      | -                                         | appuntati e carabinieri - appuntati e finanzieri - assistenti ed agenti |